# Mats Köhlert
Mats Köhlert (* 2. Mai 1998 in Hamburg) ist ein deutscher Fußballspieler und Schauspieler.

## Karriere als Fußballspieler

### Im Verein

#### Anfänge beim Hamburger SV
Köhlert wuchs in Norderstedt auf und begann in den Jugendabteilungen des SC Sperber und von Eintracht Norderstedt mit dem Fußballspielen, bevor er über den FC St. Pauli im Sommer 2013 in das Nachwuchsleistungszentrum des Hamburger SV wechselte. Dort spielte er in der Saison 2013/14 hauptsächlich mit den B2-Junioren (U16) in der zweitklassigen B-Junioren-Regionalliga Nord und kam daneben zu 3 Einsätzen bei den B1-Junioren (U17) in der B-Junioren-Bundesliga. Zur Saison 2014/15 rückte Köhlert fest in die U17 auf und kam regelmäßig in der B-Junioren-Bundesliga zum Einsatz. Seit der Saison 2015/16 kam er mit den A-Junioren (U19) in der A-Junioren-Bundesliga zum Einsatz.
Im Februar 2016 erhielt Köhlert, der in Länderspielpausen schon mit den Profis trainiert hatte, seinen ersten Profivertrag, der ihn bis zum 30. Juni 2019 an den Verein band. Zur Saison 2016/17 rückte Köhlert, der noch ein Jahr für die U19 spielen durfte, unter dem Cheftrainer Bruno Labbadia in den Kader der Profimannschaft auf, die in der Bundesliga spielte. Bis zur Winterpause kam er in der U19 und anschließend 7 Mal (kein Tor) in der zweiten Mannschaft in der viertklassigen Regionalliga Nord zum Einsatz. Auch in der Hinrunde der Saison 2017/18 fand Köhlert unter Markus Gisdol im Bundesligakader keine Berücksichtigung und spielte ausschließlich in der zweiten Mannschaft, in der er Anfang Oktober 2017 sein Comeback nach über dreimonatiger Verletzungspause gab. Bis zum Jahresende kam Köhlert insgesamt auf 9 Einsätze in der Regionalliga Nord, in denen er ein Tor erzielte. In der Wintervorbereitung reiste Köhlert nicht mit in das Trainingslager der Profis nach Jerez de la Frontera. Ab Anfang Januar 2018 absolvierte er ein Probetraining beim österreichischen Erstligisten FC Admira Wacker Mödling, wurde allerdings nicht verpflichtet. Auch unter Gisdols Nachfolgern Bernd Hollerbach und Christian Titz, der zuvor die zweite Mannschaft trainiert hatte, zählte Köhlert nicht mehr zum Profikader. Insgesamt kam er in der Saison 2017/18 auf 25 Regionalliga-Einsätze, in denen er einen Treffer erzielte.
In der Saison 2018/19 stand Köhlert zunächst ausschließlich im Kader der zweiten Mannschaft. Nachdem er zum Saisonbeginn nicht selten Ergänzungsspieler gewesen war, erarbeitete er sich in den letzten Spielen vor der Winterpause einen Stammplatz auf dem rechten Flügel. Nach guten Leistungen nach der Winterpause wurde Köhlert von Hannes Wolf Ende März 2019 wieder in den Profikader hochgezogen. Bis zu diesem Zeitpunkt hatte er in 23 Regionalliga-Einsätzen 4 Treffer erzielt. Am 30. März 2019 debütierte er in der 2. Bundesliga, als er beim torlosen Unentschieden gegen den VfL Bochum in der Schlussphase eingewechselt wurde. Bis zum Saisonende kam Köhlert noch einmal in der zweiten Mannschaft (ein Tor) sowie 2 Mal bei den Profis zum Einsatz.

#### Wechsel in die Niederlande
Mit seinem Vertragsende verließ Köhlert den Hamburger SV und wechselte zur Saison 2019/20 zum niederländischen Erstligisten Willem II Tilburg, bei dem er einen Vertrag bis zum 30. Juni 2022 erhielt und wo der frühere HSV-Verteidiger Joris Mathijsen der Technische Direktor ist. Bis zum Abbruch der Saison, die der Corona-Krise geschuldet war, schoss er in 26 Eredivisie-Partien 6 Tore und trug somit zur Qualifikation der Tilburger für die zweite Qualifikationsrunde zur UEFA Europa League bei. Im Sommer 2022 gab dann der Ligarivale SC Heerenveen die Verpflichtung des Deutschen mit Vertrag bis 2025 bekannt.

#### Wechsel nach Dänemark
Im Sommer 2025 wechselte er zum Brøndby IF nach Dänemark.

### In der Nationalmannschaft
Köhlert spielte von September 2013 bis Juni 2014 achtmal in der U16-Auswahl des DFB und erzielte einen Treffer. Von September 2014 bis Oktober 2015 spielte er 15-mal (ein Tor) für die U17-Auswahl. Mit ihr nahm er im Mai 2015 an der U17-Europameisterschaft in Bulgarien und von Oktober bis November 2015 an der U17-Weltmeisterschaft in Chile teil. Nach drei Spielen in der U18-Auswahl zwischen März und Juni 2016 spielte Köhlert von September 2016 bis Juli 2017 in der U19-Auswahl. Bei der U19-Europameisterschaft 2017, bei der Deutschland in der Vorrunde ausschied, wurde er einmal eingesetzt. Nach einer längeren Zeit ohne Nominierung kam Köhlert im März 2019 zweimal in der U20-Auswahl zum Einsatz. Im Herbst 2019 war er in der U21-Auswahl aktiv und absolvierte dort weitere zwei Partien.

## Karriere als Schauspieler

### Werdegang
Köhlert wirkte als Kind zunächst in Werbespots für Kinder Schokolade, BMW, IKEA, Smarties, McDonald’s oder Tchibo mit. 2009 spielte er die Rolle des Klein Brakelmann in der Folge Goldene Erinnerungen der Fernsehserie Neues aus Büttenwarder. Seine erste größere Rolle spielte Köhlert 2011 im Fernsehfilm Schicksalsjahre an der Seite von Maria Furtwängler. Im selben Jahr wirkte er im Kieler Tatort Borowski und der coole Hund mit.

### Filmografie
- 2009: Neues aus Büttenwarder
- 2011: Schicksalsjahre
- 2011: Tatort

## Privates
Köhlert absolvierte 2016 das Abitur am Gymnasium Heidberg. Sein Vater Dirk Köhlert war ebenfalls Fußballspieler. Er spielte u. a. für Holstein Kiel und den 1. SC Norderstedt in der damals drittklassigen Regionalliga Nord.